# Philornis molesta
Philornis molesta är en tvåvingeart som beskrevs av Frederik Vilhelm August Meinert 1890. Philornis molesta ingår i släktet Philornis och familjen husflugor. Inga underarter finns listade i Catalogue of Life.